# Storsjön (Drängsereds socken, Halland)
Storsjön är en sjö i Hylte kommun i Halland och ingår i Suseåns huvudavrinningsområde.